# السوداء (مودية)

تعديل مصدري - تعديل

السوداء هي إحدى قرى عزلة مودية بمديرية مودية التابعة لمحافظة أبين، بلغ تعداد سكانها 36 نسمة حسب تعداد اليمن لعام 2004.